# Économie de la Champagne-Ardenne
Cet article présente les caractéristiques de l'économie de la Champagne-Ardenne.

## Histoire économique

### Préhistoire et Antiquité: une terre d'échanges

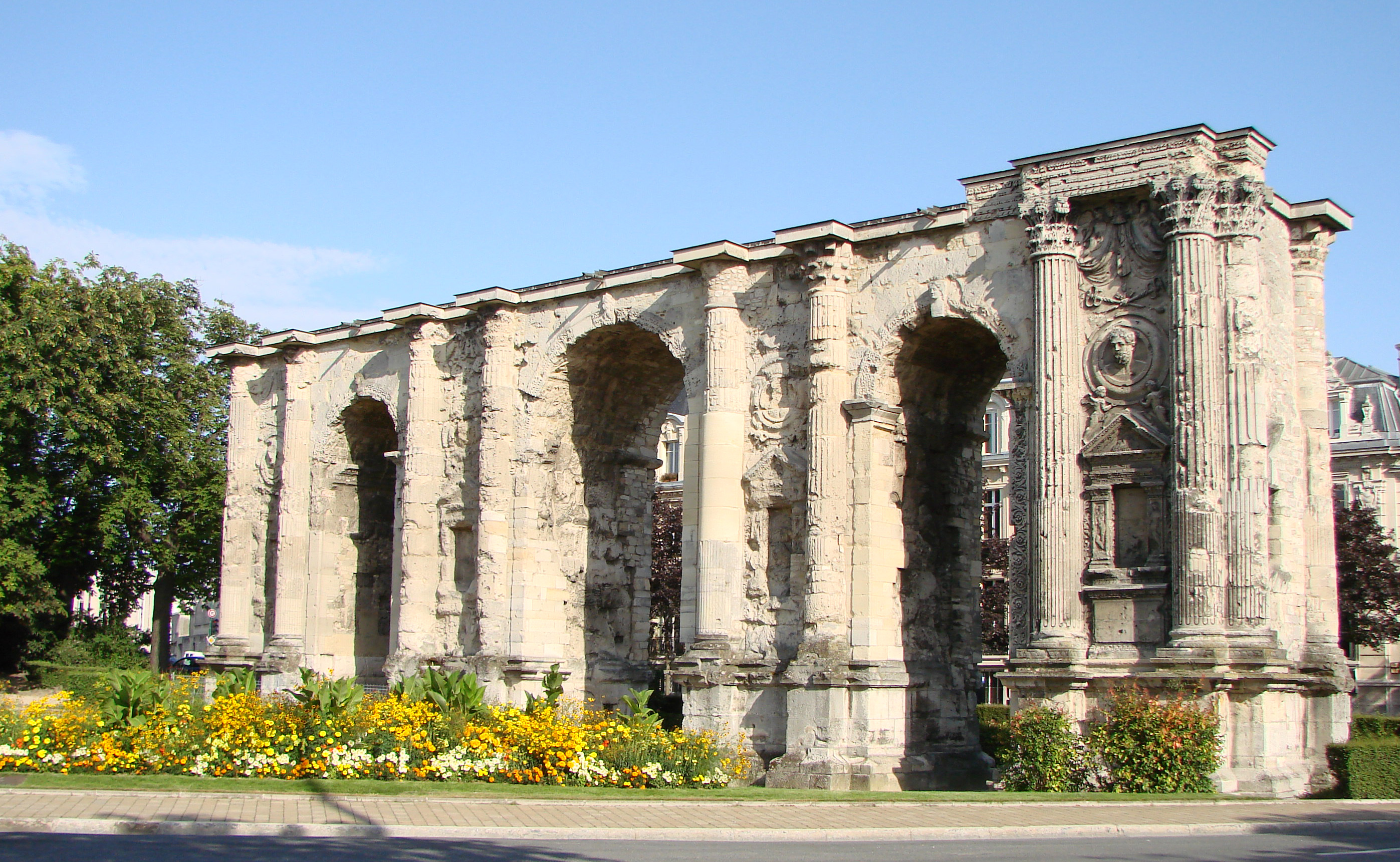
La porte de Mars à Reims, illustre la prospérité antique de la Champagne.

L’agriculture apparaît en Champagne-Ardenne vers 4 000 ans av. J.-C.. À cette époque, la région était déjà un « carrefour européen » où se pratiquait le troc. Sa situation géographique, entre la Grande-Bretagne et le Rhône, lui permit durant l’Antiquité d’être sur une « route de l’étain » et d’accueillir ainsi des marchands en provenance du sud.
Lorsque Jules César lança la guerre des Gaules en 58 av. J.-C., les Lingons et les Rèmes, qui occupaient alors la majorité du territoire régional, décidèrent de s'allier à Rome contre les autres peuples belges. En récompense de leur aide, leurs cités devinrent des « cités alliées », exemptées du tribut, qui était le symbole de la soumission d'un peuple. La région était alors prospère : on y cultivait des céréales et du vin ; on y élevait bovins, ovins, porcins et chevaux ; on y produisait de l'argile, du métal, du verre, de la laine, du lin. La région se trouvait par ailleurs sur un axe majeur du commerce entre la Méditerranée, le Rhin et la mer du Nord. Les cités de Durocortorum (Reims) et Andemantunnum (Langres) étaient des étapes importantes du commerce. Cependant, à partir du IIIe siècle, les peuples germaniques détruisirent de nombreuses fois la région lors d’incursions, notamment en 260 et 275. En 406, les Alains, les Vandales et les Suèves dévastèrent tout le nord-est de la Gaule. La prospérité locale fut remise en cause.

### Le temps des foires de Champagne

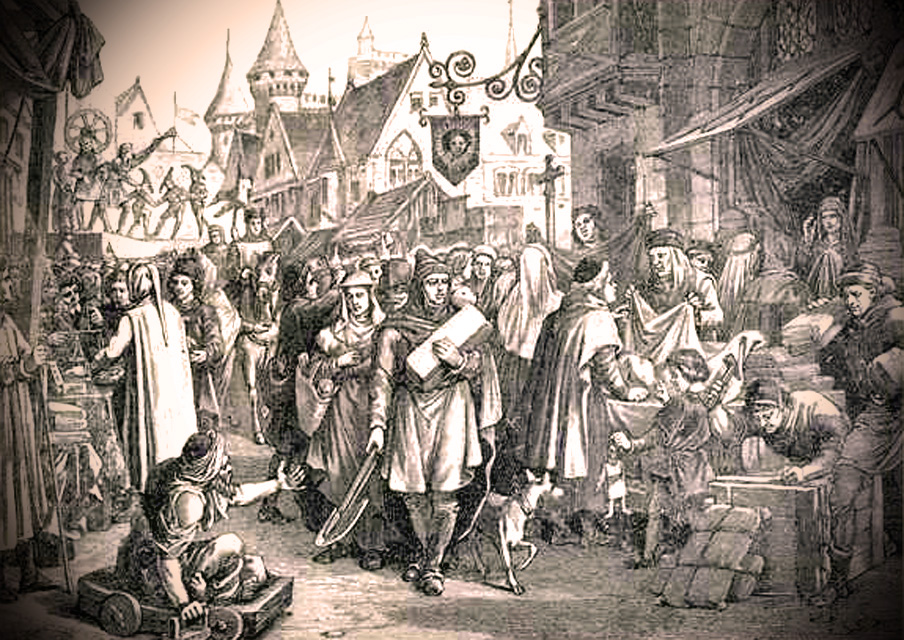
Gravure représentant les foires de Champagne.

Au XIIe siècle, Thibaut II de Champagne décida d'exploiter la situation de son  comté sur les grandes voies d'échanges entre l'Italie du Nord et la Flandre. Son but était d'apporter une plus grande unité politique à son territoire, constitué d'une multitude de régions naturelles distinctes. À la place de nombreuses foires dispersées à travers le comté, notamment dans d'anciennes cités épiscopales, Thibaut choisit de concentrer le commerce dans le sud de la Champagne comtale, dans les vallées auboise et séquanienne à Bar-sur-Aube, Troyes, Provins et Lagny-sur-Marne. Il mit ensuite en place un calendrier qui permettait la continuité des foires. Pour attirer les commerçants, il leur assurait la sécurité sur son territoire et se portait partie auprès des tribunaux étrangers si les marchands se faisaient agressés sur la route,. C'était la naissance des foires de Champagne. Celles-ci ne se contentaient pas d'être le centre du commerce occidental, elles devinrent également des centres de changes de première importance, dont les banquiers étaient majoritairement italiens. Ces foires permirent au comté de Champagne, qui occupait le sud de la Marne, l'Aube, une partie de l'Aisne, de la Haute-Marne et de la Seine-et-Marne, de s'enrichir.
Les foires châlonnaises et rémoises perdirent parallèlement de leur importance. Reims et Châlons étaient en effet des provinces ecclésiastiques indépendantes de la Champagne. Pourtant, elles développèrent ainsi leur artisanat, les serges et la toile fine pour la première, les draps de laine pour la seconde. Entre le XIIIe et XIVe siècles, les foires furent peu à peu délaissées. Pour Robert-Henri Bautier, il s'agit de l'effet de l'industrialisation italienne conjuguée à la substitution de l'or à l'argent dans l'économie européenne, qui a perturbé le marché du change, ainsi qu'à la concurrence de Paris, après le rattachement du comté de Champagne au royaume de France en 1284.

### Moyen Âge
La Champagne connut les malheurs de la guerre de Cent Ans ainsi que la peste noire qui décima au XIVe siècle le tiers de la population champenoise. Mais après ces évènements, l'espoir revint. Au XVe siècle, le « sol léger » de la Champagne crayeuse était, comme le note Gilles le Bouvier dit Berry, propice aux céréales, à l'élevage de moutons et à la vigne.
En dépit des guerres de religion, la région fut plutôt prospère au XVIe siècle. Le besoin en armes et boulets permit la création de nombreuses forges dans les vallées de l'Aire et de la Meuse. Au milieu du siècle, chacune des villes de la région est spécialisée dans une industrie : Châlons dans les draps, Langres dans la coutellerie, Reims dans les draps et son pain d'épices renommé, Troyes dans les toiles etc. On dénombrait de nombreux imprimeurs en Champagne et l'art du vitrail était important. La verrerie marquait l'économie de l'Argonne. Les notables châlonnais devinrent par ailleurs les « banquiers du roi ». Preuve de cette prospérité économique, les corporations foisonnent dans les villes. Pourtant, la Fronde laissa la région, et particulièrement l'Argonne, Châlons et Reims, dans une situation que l'historien Patrick Demouy qualifie de « désolation sans doute jamais atteint[e] dans son histoire ».

## Secteur primaire
La surface agricole utile occupe 1,54 million d'hectares, c'est-à-dire plus de 60 % du territoire régional. En 2009, l'agriculture et la sylviculture représentent environ 10 % de la valeur ajoutée champenoise, qui pèse elle-même pour 11 % de la valeur ajoutée agricole française. L'agriculture rassemble 50 050 actifs en Champagne-Ardenne. C'est donc un actif sur quinze qui travaille dans ce secteur d'activité. Entre 2000 et 2010, le nombre d'actifs travaillant dans une exploitation agricole a baissé de près de 10 %. Cependant, cette diminution est inférieure à la moyenne nationale et les actifs agricoles champenois pèsent désormais pour 5,2 % des actifs agricoles français, contre 4,2 % en 2000.
Les 24 575 exploitations agricoles de Champagne-Ardenne ont tendance à se regrouper. Du fait de cet agrandissement de la taille des exploitations, leur nombre diminue. Ainsi, en 2010, on en dénombre 10,8 % de moins qu'en 2000 (à comparer avec une baisse de 26 % à l'échelle du pays). Les grandes exploitations, celles avec un « potentiel de production » supérieur à 100 000 € représentent plus de la moitié des exploitations, contre seulement un tiers au niveau national. Cela s'explique notamment par une agriculture champenoise tournée vers les grandes cultures et la viticulture.

### Grandes cultures
- 1er rang national pour la production d'orge et de luzerne pour la déshydratation
- 2e rang national pour la production de betteraves industrielles, d'oignons et de pois protéagineux (pois fourrager)
- 3e rang national pour la production de blé tendre et de colza

### Viticulture
- 282,37 km2 de vignoble
- Ventes annuelles de bouteilles de champagne en 2001 : po263 millions de bouteilles (progression de 4 % par rapport à 2000), 37,6 % sont consacrés à l'export

### Élevage

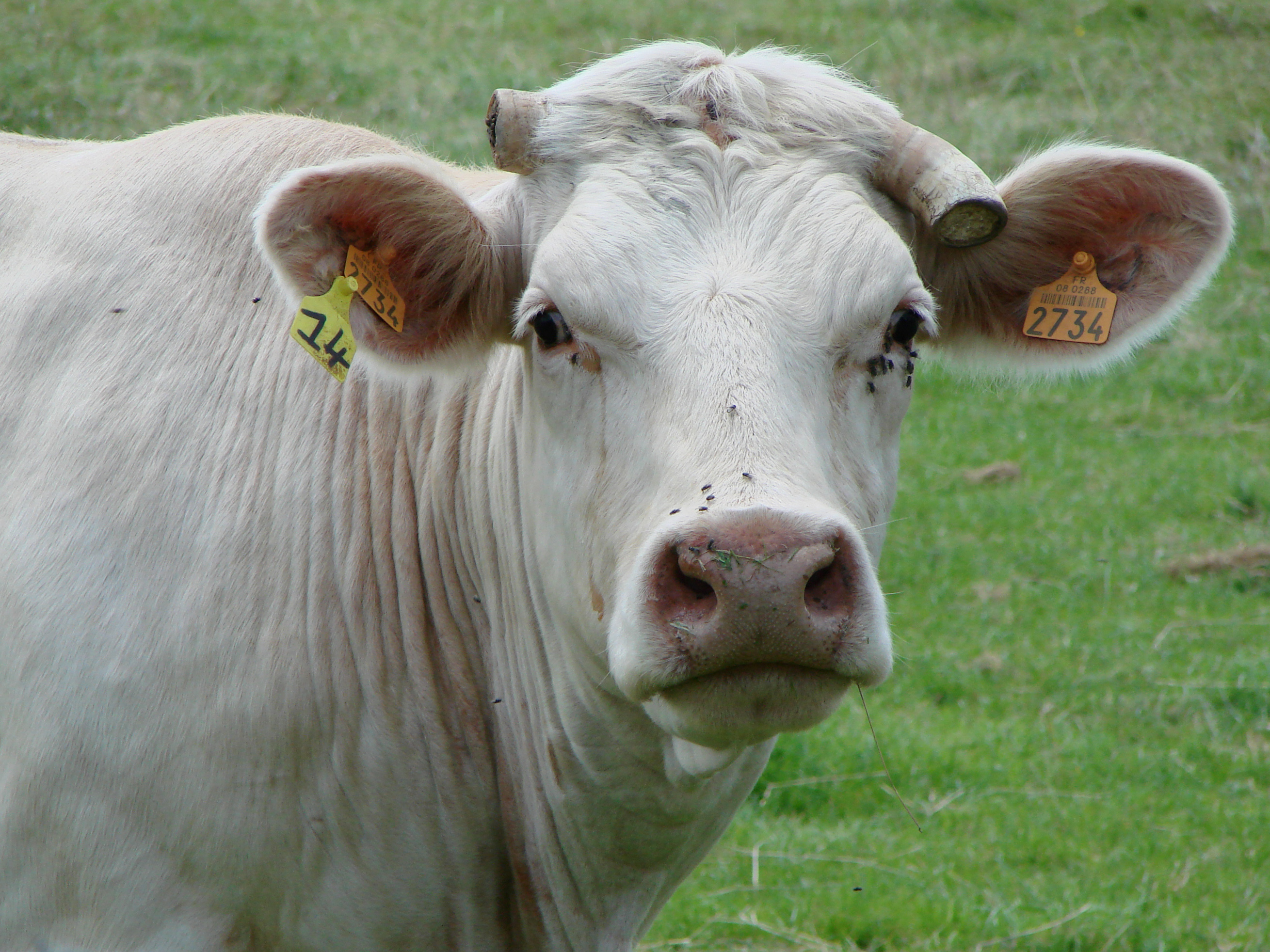
Une charolaise élevée dans les Ardennes.

L'élevage est devenu plutôt rare en Champagne-Ardenne. Cependant, l'activité occupe encore une place importante dans les Ardennes et dans la Haute-Marne, où les prairies permanentes s'étendent sur 35 à 45 % de la surface agricole utile. L'élevage équin y a pratiquement disparu en dehors du haras national de Montier-en-Der. Depuis les années 1950, les ovins ont vu leur effectif divisé par deux tandis que les vaches nourrices prennent de plus en plus la place des vaches laitières. Parmi ces dernières, la Prim'Holstein est la plus répandue, sauf dans l'arrondissement de Langres où la montbéliarde domine. Le cheptel allaitant est principalement composé de charolaises. En 2008, on dénombre 638 000 bovins en Champagne-Ardenne, soit 3,2 % de l'effectif français ; 79 % des bovins champenois se trouvent dans les Ardennes et la Haute-Marne.
L'effectif porcin a quant à lui crû de 30 % entre 1988 et 2000. Une large majorité des élevages se situent dans la diagonale entre Méry-sur-Seine et Givry-en-Argonne. Les porcs sont en grande partie concentrés dans quelques grandes exploitations puisque 5 % des élevages rassemblent 70 % du bétail régional. Le nombre de volailles, notamment les poulets à chair, les coqs et les dindes, a également connu une forte augmentation ces dernières décennies. Néanmoins, les poules pondeuses sont de moins en moins nombreuses et les effectifs des volailles restent globalement faibles (1 % des effectifs nationaux).

### Sylviculture

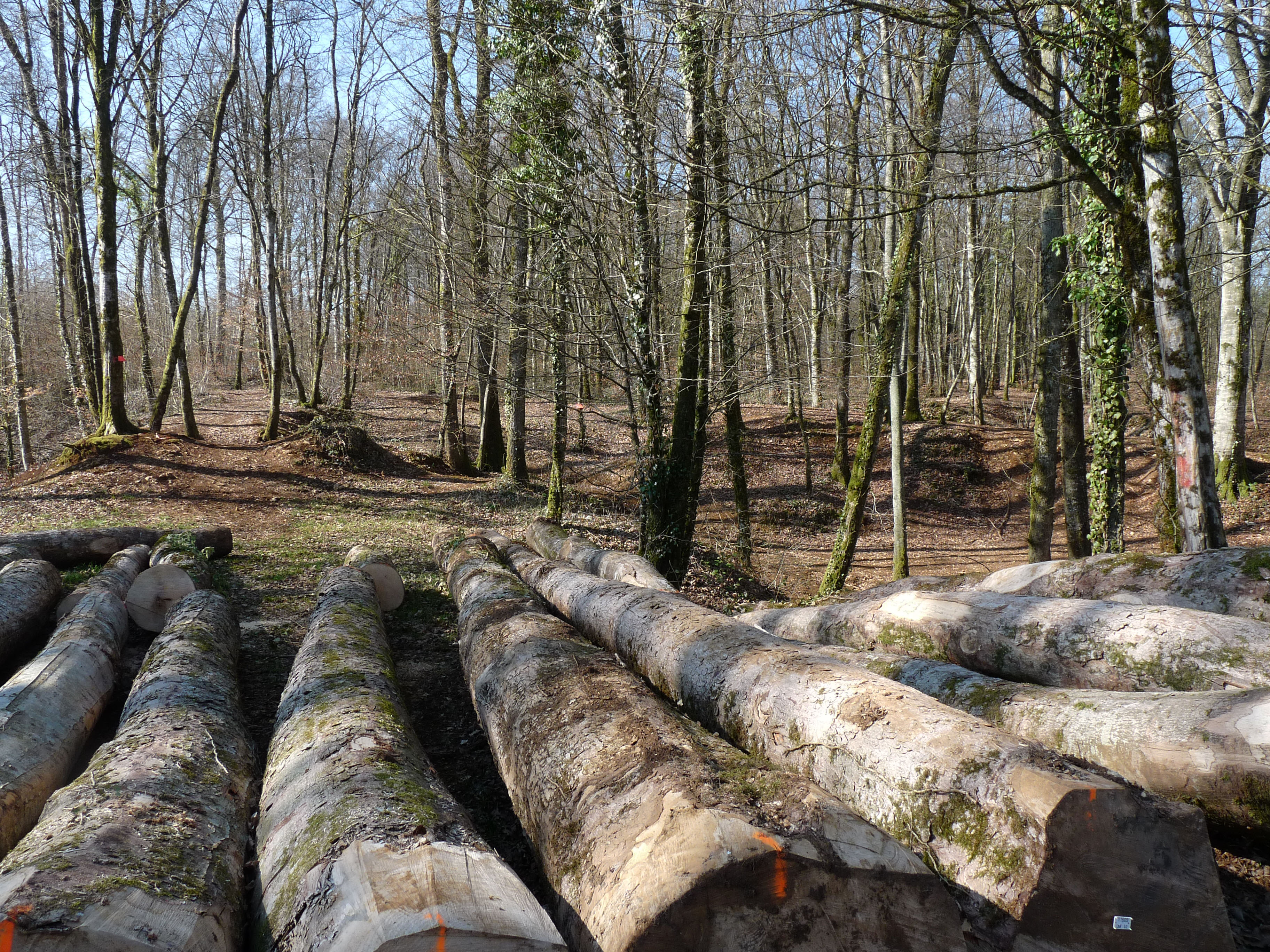
Arbres coupés à Montreuil-sur-Thonnance (Haute-Marne).

En 2000, les surfaces boisées occupent 738 000 ha en Champagne-Ardenne, dont 689 000 ha de forêts et bois. Cela représente près de 29 % du territoire régional. Les principales zones boisées se situent dans les Ardennes, l'Argonne, le Barrois champenois et le Pays d'Othe avec des taux de boisement supérieurs à 40 %. Suivent ensuite la Brie-Tardenois, la Champagne humide, les Crêtes pré-ardennaises et le plateau de Langres. L'agriculture de la Champagne crayeuse limite le boisement du centre de la région qui est toujours inférieur à 15 %. 83 % du massif forestier régional est composé de feuillus. Parmi ceux-ci, le chêne rouvre et le chêne pédonculé sont majoritaires. Le hêtre est la deuxième essence régionale regroupant plus de 10 % du manteau régional. Par ailleurs, 58 % des forêts champenoises sont privées. On dénombre 140 000 propriétaires privés. La forêt régionale est morcelée puisque 70 % d'entre eux disposent d'un domaine d'une superficie inférieure à un hectare.
Chaque année, se sont en moyenne 1,8 million de m3 de bois qui sont récoltés dans les forêts régionales. La Champagne-Ardenne est ainsi en 2002 la première région productrice de bois provenant peuplier et de feuillus précieux (érable plane, frêne, merisier, noyer, sycomore etc.). Pour l'ensemble des feuillus, elle se classe au deuxième rang national avec 10 % de la production. Cependant, pour les résineux, elle n'est que seizième avec moins de 1 % de la production française. Au total, les 600 établissements sylvicoles de la région emploient en 2005 près de 1 900 salariés. La Champagne-Ardenne regroupe 5 % du volume national de bois produit, 6 % des emplois français dans la filière et 5 % du chiffre d'affaires. Plus de 50 % du bois champenois est voué à l'industrie et environ 25 % est exporté, ce qui fait d'elle la deuxième région exportatrice de bois française.

## Secteur secondaire
- 25 % de la production française de bonneterie
- 3e région métallurgique française

## Secteur énergie
La puissance éolienne installée fin 2014 dépasse 700 MW dans cinq régions françaises : Champagne-Ardenne, Picardie, Bretagne, Centre, Lorraine ; plus précisément, la Picardie dépasse 1 300 MW et la Champagne-Ardenne 1 500 MW.

## Secteur tertiaire

### Tourisme

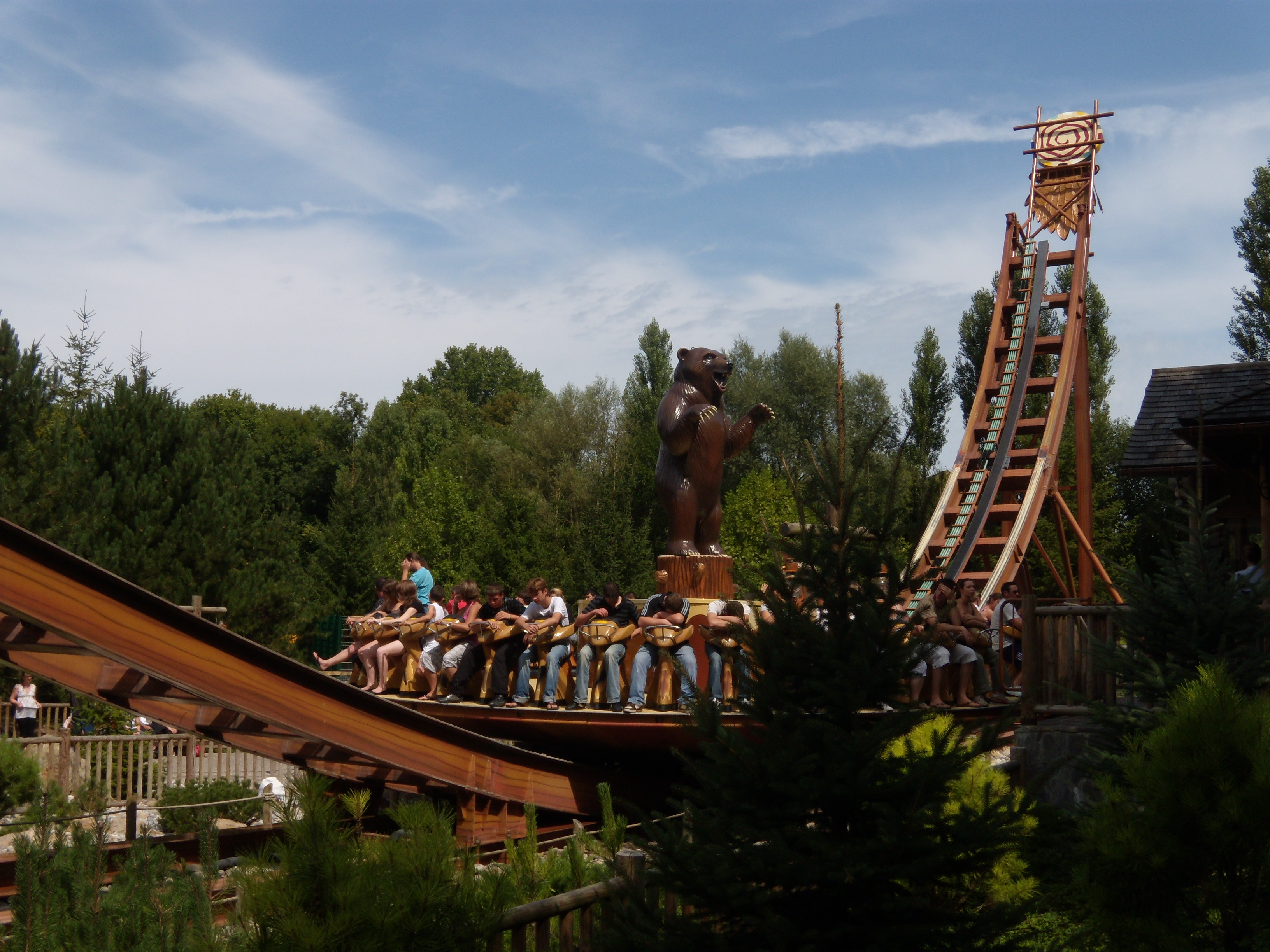
Le parc d'attraction Nigloland.

L'impact du tourisme en Champagne-Ardenne est estimé à un total de 1,36 milliard d'euros en 2010, dont la moitié est exclusivement associée à la fréquentation touristique. Le secteur représente donc 4 % du PIB champenois et 10 % du PIB des services marchands de la région. Toutefois, la région est plus émettrice de flux touristiques que réceptrice.
En Champagne-Ardenne, on estime en moyenne en 2007 à 13 500 le nombre d'emplois salariés dans le secteur du tourisme. On compte environ 16 500 emplois l'été contre 10 700 en janvier. Ils représentent 3,1 % des emplois salariés du secteur marchand, agriculture exclue. Ce chiffre est le plus faible de France après celui du Nord-Pas-de-Calais. Cette proportion d'emplois touristiques est plus élevée dans le Sud de la Haute-Marne, dans l'agglomération troyenne ainsi que la région d'Épernay. Entre 2003 et 2007, les emplois touristiques salariés ont augmenté chaque année de 2,3 %, contre 0,5 % pour l'ensemble des services marchands. Cette hausse est majoritairement portée par le dynamisme du secteur de la restauration. La Haute-Marne est le seul département à perdre des emplois dans le tourisme. Les employés touristiques sont majoritairement des jeunes peu qualifiés ; ils sont souvent à temps partiel. Leur salaire à l'heure est inférieur de 16 % à celui des secteurs marchands en général. Ces emplois se concentrent majoritairement dans les villes, à un niveau plus élevé de dix points par rapport à l'emploi salarié non agricole en général. C'est en effet dans ces villes que se pratiquent le tourisme d'affaires (qui représente 53 % des nuitées hôtelières en 2010) et, en partie, la dégustation du champagne. C'est également là que se trouve la majorité des monuments culturels. Sur l'ensemble des emplois salariés touristiques, près de 59 % dépendent directement de l'hébergement et de la restauration. Les loisirs occupent peu d'emplois en dehors du nord des Ardennes, du parc Nigloland et de Bourbonne-les-Bains, station thermale haute-marnaise qui dispose d'un casino.

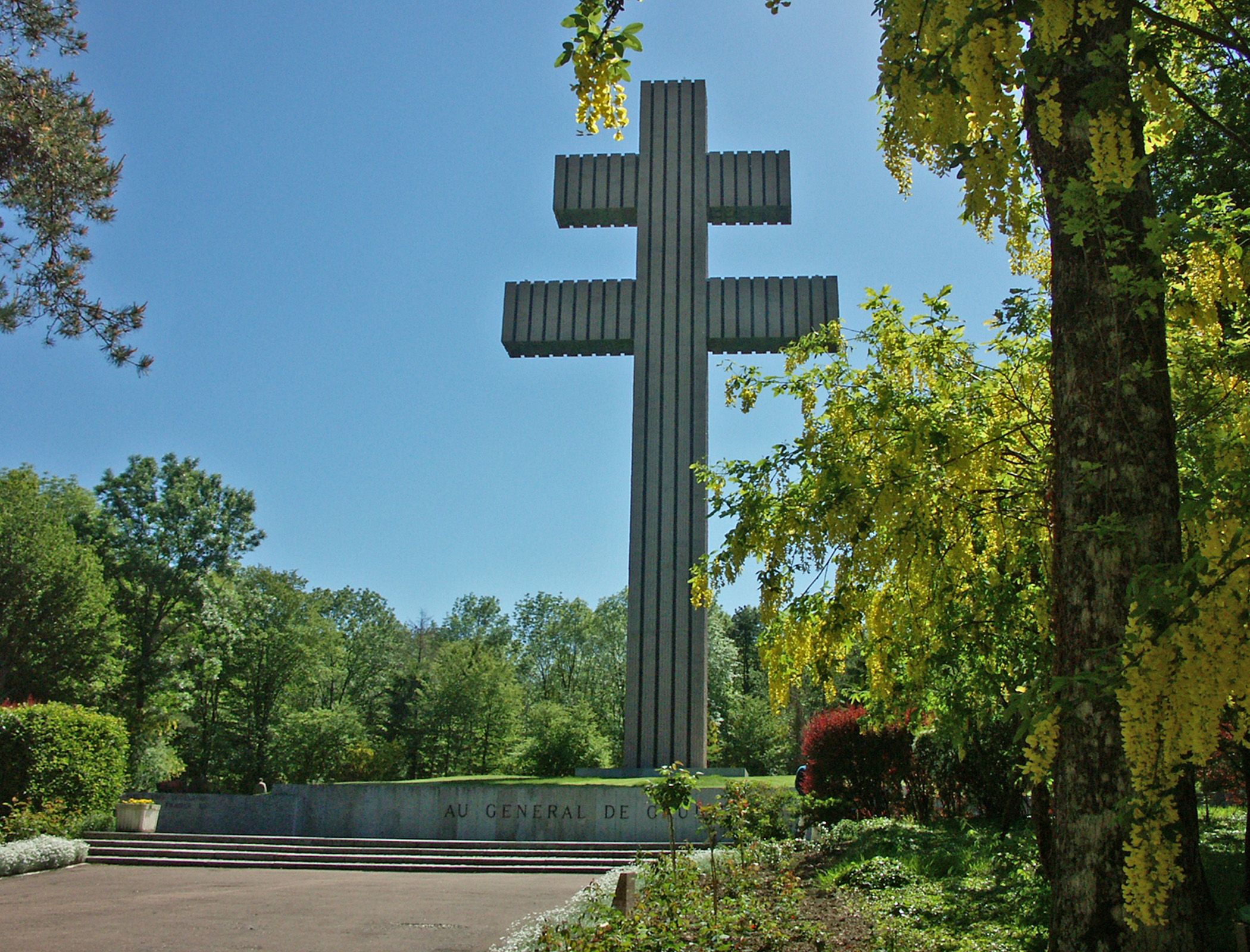
Le mémorial Charles-de-Gaulle, à Colombey-les-Deux-Églises.

Dans la région, un touriste dépense en moyenne 79,5 € par personne et par nuitée. L'hébergement représente 36 % de ces dépenses, la restauration 25 % et les souvenirs 16 %. Ce dernier chiffre est élevé en raison de l'importance de l'achat de champagne. C'est notamment le cas dans la Marne où un touriste dépense plus de deux fois plus que dans les Ardennes (108,60 € contre 39,8 €). Au 1er janvier 2010, la Champagne-Ardenne totalise 295 hôtels, pour 9 038 chambres dont 54 % sont classés deux étoiles (46 % des chambres) et 25 % trois ou quatre étoiles (31 % des chambres). On y dénombre 89 campings avec en moyenne 90 emplacements. Contrairement aux hôtels, ils sont majoritairement fréquentés par des étrangers, dont un tiers de touristes néerlandais. Les campings sont plus nombreux dans les Ardennes et la Haute-Marne alors que la Marne concentre la moitié des établissements hôteliers. En 2010, les deux secteurs gagnent en nombre de nuitées, à la suite d'une baisse importante en 2009. D'autre part, la Champagne-Ardenne compte 885 chambres d'hôtes, 663 meublés de tourisme, 409 gîtes ruraux, six auberges de jeunesse, six villages de vacances et cinq résidences de tourisme. Enfin, l'Insee y recense 26 389 résidences secondaires en 2006. Leurs propriétaires sont principalement belges et néerlandais, surtout dans les Ardennes et en Haute-Marne. Pour l'accueil des touristes, la région possède 44 offices de tourisme et trois syndicats d'initiatives, employant 246 personnes, dont 170 sont permanentes. Leurs budgets s'élèvent à 11 051 559 €.
| Site touristique                      | Commune                 | Catégorie           | Visiteurs en 2010 |
| ------------------------------------- | ----------------------- | ------------------- | ----------------- |
| Marques City                          | Pont-Sainte-Marie       | Shopping            | 1 500 000         |
| Cathédrale Notre-Dame                 | Reims                   | Monument religieux  | 1 500 000         |
| Lacs de la région langroise           | Communes de Haute-Marne | Nautisme et loisirs | 230 000           |
| Ville de Langres                      | Langres                 | Village pittoresque | 122 515           |
| Cathédrale Saint-Pierre-et-Saint-Paul | Troyes                  | Monument religieux  | 104 629           |

| Site touristique           | Commune                   | Catégorie           | Visiteurs en 2010 |
| -------------------------- | ------------------------- | ------------------- | ----------------- |
| Nigloland                  | Dolancourt                | Parc d'attraction   | 486 282           |
| Champagne Mercier          | Épernay                   | Maison de champagne | 118 789           |
| Champagne Pommery          | Reims                     | Maison de champagne | 115 500           |
| Champagne Moët & Chandon   | Épernay                   | Maison de champagne | 87 771            |
| Mémorial Charles-de-Gaulle | Colombey-les-Deux-Églises | Lieu de mémoire     | 82 104            |

## Aspects socioéconomiques

### Emploi et chômage
Depuis 2008, l'emploi connait un rythme au ralenti. Par rapport à la moyenne nationale, le recul de l’emploi reste plus marqué en Champagne-Ardenne notamment dans l'industrie et la construction. En revanche, d'après les résultats du 1er trimestre 2011, ces chiffres renouent à la hausse. Ainsi, l'emploi salarié marchand non agricole a augmenté de 0,5 %, par rapport au précédent trimestre, soit 2 000 nouveaux travailleurs. Dans le secteur de l'industrie, le nombre de travailleurs renoue avec une hausse de 0,1 %. Pour les commerces, elle atteint + 0,3 % et pour la construction + 0,2 %. En ce qui concerne les intérims. La hausse est de 27,5 % en un an contre 13,8 % en France métropolitaine.
En 2011, le taux de chômage (au sens du recensement) parmi l'ensemble des types d'activité est de 9,4 %, soit une stabilité par rapport à la moyenne française. Mais des disparités existent entre les départements notamment entre les Ardennes  et la Marne. L'Aube  est le département champenois qui subit les plus fortes hausses de demandeur d'emploi depuis 2007.

## La Champagne-Ardenne dans la mondialisation

### Infrastructures
- 522 km d'autoroutes
- 1 214 km de routes nationales
- 1 000 km de voies ferroviaires dont une ligne TGV
- 650 km de voies navigables
- 6 aérodromes
- L'aéroport international de Vatry

### Enseignement supérieur et recherche
La région occupe une place faible dans les dépenses en recherche et développement avec 0,6 % des dépenses nationales, soit 258,6 millions d'euros en 2006. Le secteur de la recherche concentre environ 2 900 emplois. Elle fait cependant mieux en émettant 0,9 % des publications scientifiques du pays. Elles proviennent en grande partie du travail des chercheurs du secteur public. Trois acteurs regroupent l'essentiel de la recherche publique dans la région : l'université de Reims Champagne-Ardenne (URCA) qui emploie plus de 1 100 enseignants-chercheurs et qui accueille, en 2009, 22 163 étudiants pour un budget s'élevant à 62 millions d'euros ; l'université de technologie de Troyes et le Centre d’Enseignement et de Recherche Arts et Métiers ParisTech de Châlons.
D'autre part, la région représente 1 % des demandes de brevets européens provenant de France. Celles-ci sont avant tout déposées par le secteur privé. Les dépenses privées pèsent en 2006 pour 76 % des dépenses de recherche et développement. Ce chiffre supérieur à la moyenne nationale s'explique en grande partie par la taille modeste de ses universités, due à la proximité des établissements d'enseignement supérieur franciliens. La recherche industrielle est particulièrement faible, en raison d'une industrie traditionnelle, relativement peu tournée vers l'innovation tels la métallurgie ou le textile. Les principales entreprises actives dans la recherche sont de grands groupes dans les domaines du champagne, des industries agroalimentaires, de la mécanique ou encore de l'industrie pharmaceutique. De plus petites entreprises innovantes se trouvent de le secteur des Technologies de l'information et de la communication.
La région compte par ailleurs deux pôles de compétitivité. Le pôle Materalia est partagé entre la Champagne-Ardenne et la Lorraine. Tourné vers les matériaux et leurs procédés, ses thématiques principales sont la métallurgie, les nanomatériaux, les composites, les procédés de transformation et le développement durable. Le pôle Industries et Agro-Ressources est à vocation mondiale et réunit la région et la Picardie. Son but est la valorisation non alimentaire du végétal, notamment autour de la bio-raffinerie, des bioénergies et des biomatériaux,.

### Commerce extérieur
En 2008, année qui voit le début de la crise financière et économique mondiale, les exportations et importations commencent à baisser en Champagne-Ardenne, respectivement de 0,55 % et 1,55 %. Mais c’est en 2009 que la crise atteint son apogée avec une baisse des ventes à l’étranger de 22,64 % et une diminution des achats de 15,95 %. En 2010, le total des exportations s’élève a 7 959 millions d’euros et les importations à 6 495 millions d’euros. Ces chiffres évoluent donc de 16 à 18 % sur un an et la région connait un excédent commercial de 1 464 millions d'euros. On atteint ainsi des montants supérieurs à 2005 ou 2006 même si l’excédent de la balance commerciale se réduit. La région représente 2,1 % des exportations nationales et 1,5 % des importations du pays. Au second semestre 2011, on constate une hausse 14,8 % des exportations et de 24,9 % des importations sur un an, malgré une baisse trimestrielle de 0,3 % des ventes à l’étranger.
Entre le troisième trimestre 2010 et le second trimestre 2011, les produits agricoles représentent 6 % des exportations et les produits des industries agroalimentaires 35,6 % (contre 3,8 % et 9,5 % à l’échelle nationale). Les boissons, dont le champagne, sont comprises dans ces produits et leur part s’élève à 28 %. La Champagne-Ardenne est d'ailleurs la seconde région exportatrice de produits agroalimentaires après le Nord-Pas-de-Calais. Les équipements mécaniques et le matériel électrique comptent pour 13 % des exportations, dont 6,6 % pour l’équipement automobile, les matériels de transport pour 8,1 % et les autres produits manufacturés pour 35,9 %. Du point de vue des importations, la Champagne-Ardenne achète moins d’hydrocarbures et de produits pétroliers raffinés à l’étranger que le pays ; ils représentent 3 % des importations contre 15,9 % pour la France. À l’opposé, les produits manufacturés divers constituent 64 % des importations contre 38,8 %, il s’agit notamment de produits pharmaceutiques à 14,1 %, de produits sidérurgiques à 8,8 % et de chimie de base à 7,9 %.
Sur la même période, la Marne regroupe 48,5 % des échanges avec l’extérieur et la Haute-Marne environ 10,7 %. Les Ardennes et l’Aube échangent leur place quant aux importations et aux exportations : le département ardennais représente plus de 23 % des exportations et environ 17,5 % des importations, alors que c’est l’inverse pour l'Aube. La région fait plus de 70 % de son commerce extérieur avec l’Union européenne, dont 53 % avec la zone euro. 8,8 % des exportations se font avec l’Asie et l’Amérique tandis qu’ils pèsent pour 7,3 % et 10,8 % des importations champenoises. L’Asie est la seule région avec qui la Champagne-Ardenne se trouve en déficit commercial. L’Allemagne, la Belgique, le Royaume-Uni, l’Italie et les États-Unis sont les premiers partenaires commerciaux de la région puisqu’ils pèsent à eux cinq pour 56,9 % des exportations (entre 17,3 % pour l’Allemagne et 6,3 % pour les États-Unis) et pour 52,2 % des importations (de 5,8 % pour le Royaume-Uni à 18,8 % pour l’Allemagne). Cela peut s'expliquer par la proximité avec ces trois premiers pays.

### Ouvrages historiques
- Maurice Blin (dir.), Georges Clauses et Patrick Demouy, Champagne-Ardenne : Trente siècles d'histoire, Paris, Éditions Delville, 1er décembre 1995, 191 p. (ISBN 2-85922-077-1)
- Patrick Demouy et Maurice Crubellier, « Histoire et art », Champagne-Ardenne, Encyclopédies Bonneton,‎ octobre 2004, p. 7-83 (ISBN 2-86253-330-0)
- Roger Tebib, « Ethnographie », Champagne-Ardenne, Encyclopédies Bonneton,‎ octobre 2004, p. 85-145 (ISBN 2-86253-330-0)
- Robert-Henri Bautier, « Les principales étapes du développement des foires de Champagne », Comptes-rendus des séances de l'Académie des Inscriptions et Belles-Lettres, vol. 96, no 2,‎ 1952, p. 314-326 (DOI 10.3406/crai.1952.9945, lire en ligne)

### Publications
- Insee Champagne-Ardenne, Dreal Champagne-Ardenne, Draaf Champagne-Ardenne, Atlas industriel de Champagne-Ardenne, coll. « Insee Dossier » (no 26), novembre 2009, 54 p. (ISBN 978-2-11-058854-8, ISSN 1249-5018, lire en ligne)
- Centre Régional de la Propriété Forestière de Champagne-Ardenne, Schéma régional de gestion sylvicole de Champagne-Ardenne, août 2006, 162 p. (lire en ligne)

### Autres
- Joseph Garnotel (photogr. Dominique Metreau, Jean-Louis et Joseph Garnotel), Champagnes au pluriel : Un espace, une histoire, un vin, une région, Paris, Le Labyrinthe Livre, octobre 2006, 312 p. (ISBN 2-9526981-0-4)
- Christiane Choiselle et Roland Choiselle, « Économie », Champagne-Ardenne, Encyclopédies Bonneton,‎ octobre 2004, p. 271-311 (ISBN 2-86253-330-0)